# フラスコ状土坑
フラスコ状土坑（フラスコじょうどこう）とは土坑のうち、口が狭く、底が広くなって全体としてフラスコ（三角フラスコ）のような形状を呈する遺構のことである。フラスコ状ピットともいう。日本列島では、縄文時代の遺跡に多く見られ、こうした形状は温度を比較的一定に保つ効果があり、堆積土からはクリ・ドングリ・クルミなどが多く出土することから、貯蔵穴として使用されたものと考えられている。
日本列島における発掘調査の事例から推定すると、貯蔵穴としての役割を終えたあと、捨て場として利用されることが多かったと思われ、生活や祭祀に用いられるさまざまな遺物が堅果類の殻などとともに多く出土する。
メソアメリカでもこのような形状の土坑が確認される場合、人骨や供物として捧げられた土器が出土することが多いため、埋葬またはそれに関連する儀礼に使用された遺構と考えられている。